# مطثية ثنائية التخمير
مطثية ثنائية التخمير (للكربوهيدرات والأحماض الأمينية) (الاسم العلمي: Clostridium bifermentans) هي نوع من البكتيريا يتبع جنس المطثية من الفصيلة المطثاوية.

## روابط خارجية
- (بالفرنسية والإنجليزية) مرجع موسوعة الحياة (EOL) : مطثية ثنائية التخمير
- Type strain of Clostridium bifermentans at BacDive - the Bacterial Diversity Metadatabase